# Діва з Ніагари
«Діва з Ніагари» (англ. The Maid of Niagara) — американська короткометражка режисера Теодора Вортона 1910 року.

## У ролях
- Ірвінг Каммінгс
- Октавія Гендуорф
- Пол Панцер